# Victoria af Storbritannien (1840-1901)
 Der er flere personer med dette navn, se Victoria af Storbritannien (flertydig).
Viktoria af Storbritannien (Victoria Adelaide Mary Louisa af Storbritannien og Irland; født 21. november 1840 på Buckingham Palace, London, død 5. august 1901 på Schloss Friedrichshof, Kronberg im Taunus; efter sin mands død (15. juni 1888) også kaldet Kejserinde Friedrich (tysk: Kaiserin Friedrich) var ældste barn af dronning Victoria af Storbritannien og Prins Albert af Sachsen-Coburg og Gotha og gennem ægteskab med Frederik 3. af Tyskland dronning af Preußen og kejserinde af Tyskland i 99 dage i 1888.
Den britiske prinsesse blev af sin far opdraget til politisk liberale holdninger og efter forlovelsen omhyggeligt forberedt til rollen som preussisk prinsesse. Victoria var i lighed med sin mand, Frederik, af den opfattelse, at Preussen og sidenhen det Tyske Kejserrige burde udvikles til et konstitutionelt monarki efter britisk mønster. Som kronprinspar var de fortalere for liberale ideer, men deres forsøg på et fremkalde et tysk systemskifte mislykkedes, da Viktorias svigerfar kejser Wilhelm 1. af Tyskland var under stærk indflydelse af den konservative kansler Otto von Bismarck. Hendes politiske holdning kombineret med hendes britiske afstamning isolerede hende gennem mange år ved det preussiske hof.
Efter mange års venten fik Victoria og Frederik kun få ugers mulighed for at øve indflydelse på tysk politik, idet Frederik døde af strubekræft blot 99 dage efter sin tronbestigelse. Sønnen, Vilhelm, der efterfulgte sin far, tiltrådte en tydeligt mere konservativ politik end sine forældre. Victoria tilbragte sine sidste år langt fra det preussiske hof i Kronberg im Taunus.
Korrespondancen mellem Victoria og hendes forældre er næsten fuldstændig bevaret. 3.777 breve fra dronning Victoria til sin ældste datter og ca. 4.000 breve fra datteren til moderen er katalogiseret. Disse breve giver et detaljeret indblik i livsformen ved det preussiske hof i årene 1868-1900.

## Tidlige år
Prinsesse Victoria blev født den 21. november 1840 på Buckingham Palace i London som datter af dronning Victoria af Storbritannien og hendes gemal prins Albert af Sachsen-Coburg og Gotha. Hun var forældrenes første barn og blev født bare ni måneder efter sine forældres bryllup. Da hun blev født, udbrød lægen trist: "Åh Frue, det er en pige!", hvortil dronningen svarede: "Pyt med det, næste gang bliver det en prins!". Som datter af en britisk monark blev Victoria født som britisk prinsesse. Derudover var hun som monarkens eneste barn præsumptiv tronarving fra sin fødsel, og indtil hendes lillebror prins Albert Edvard blev født den 9. november 1841. Den 19. januar 1841 fik hun desuden tildelt titlen Princess Royal, en særlig titel der nogle gange (men ikke automatisk) tildeles monarkens ældste datter. Hun blev døbt på sine forældres 1-års bryllupsdag den 10. februar 1841 med navnene Victoria Adelaide Mary Louisa i Tronsalen på Buckingham Palace af ærkebiskoppen af Canterbury William Howley. Hendes forældre kaldte hende Vicky eller Pussy.
Begge hendes forældre var fast besluttede på at give såvel deres ældste datter som de andre børn en grundig uddannelse. Dronning Victoria, der som 18-årig tronfølger havde fulgt sin barnløse farbror Vilhelm 4. som regent af et udstrakt rige, mente, at hun var blevet utilstrækkeligt forberedt på opgaven. Prins Albert derimod havde fået en langt mere omfattende uddannelse, selv om han blot var anden søn af hertug Ernst 1. af Sachsen-Coburg og Gotha, hvis beskedne hertugdømme omfattede 140.000 indbyggere på knap 2.000 kvadratkilometer. Det var ikke mindst Alberts farbror, kong Leopold af Belgiens, fortjeneste. Kort efter hendes fødsel skrev Prins Albert således et notat, der i detaljer beskrev de opgaver og pligter, der påhvilede alle, der havde med de kongelige børns opvækst at gøre. Halvandet år senere blev dette notat efterfulgt af endnu et 48-siders notat, hvor baron Christian Friedrich von Stockmar, der var kongeparrets fortrolige, i detaljer nedskrev principperne for uddannelsen af de kongelige børn. Kongeparret havde dog kun en meget vag idé om det normale forløb for et barns udvikling. Dronning Victoria mente for eksempel, at det faktum, at hendes baby suttede på armbånd, var et tegn på mangelfuld opdragelse. Prinsessens to første guvernanter var derfor særligt velvalgte. Lady Lyttelton, der var enke og havde erfaring med at håndtere børn, ledede the nursery, som alle de kongelige børn gik igennem efter Victorias andet år, og den diplomatiske unge kvinde formåede at mildne kongeparrets urealistiske krav til deres børn. Sarah Anne Hildyard, børnenes anden guvernante, var en engageret og kompetent underviser, som hurtigt udviklede et tæt forhold til sine elever.
Prinsesse Victoria var rigt begavet, tidligt udviklet og interesseret i mange ting. Hun begyndte at lære fransk i en alder af 18 måneder, og hun begyndte at lære tysk, da hun var fire. Hun lærte også græsk og latin. Fra hun var seks år omfattede hendes undervisning lektioner i aritmetik, geografi og historie, og hendes far underviste hende i politik og filosofi. Hendes skoledage, afbrudt af tre timers rekreation, begyndte klokken 8.20 og sluttede klokken 18.00. I modsætning til sin bror, hvis uddannelsesprogram var endnu mere strengt, var Prinsesse Victoria en dygtig elev, der altid var sulten efter viden. Hun viste sig dog at have en stædig karakter.
Dronning Victoria og hendes mand ønskede at opdrage deres børn væk fra hoflivet så meget som muligt, så de erhvervede Osborne House på Isle of Wight. Huset blev familiens foretrukne sommerresidens, og stedet blev børnenes egentlige hjem. I nærheden af hovedbygningen byggede Prins Albert et schweizisk-inspireret sommerhus til sine børn med et lille køkken og et snedkerværksted. I denne bygning lærte de kongelige børn manuelt arbejde og praktisk liv. Prins Albert var meget involveret i uddannelsen af deres børn. Han fulgte nøje sine børns fremskridt og gav nogle af deres lektioner selv, samt brugte tid på at lege med dem. Prinsesse Victoria selv beskrives som at have "forgudet" sin far og have arvet hans liberale politiske holdninger.

## Ægteskab
Blandt de medlemmer af fyrstehusene i Det Tyske Forbund, som Dronning Victoria og Prins Albert var venner med, befandt sig tronarvingen til Kongeriget Preussen, Prins Wilhelm af Preussen, og hans hustru, Prinsesse Augusta. I 1856 blev Victoria forlovet med deres eneste søn, Kronprins Frederik af Preussen. Vielsen fandt sted den 25. januar 1858 i det kongelige kapel på St. James's Palace i London. Ægteskabet var både et inklinationsparti og en alliance mellem to dynastier. Dronning Victoria og Prins Albert håbede, at Victorias ægteskab med den fremtidige konge af Preussen ville konsolidere de tætte bånd mellem London og Berlin og muligvis lede frem til et forenet og liberalt Tyskland. I tiden for brylluppet sang londonerne i gaderne "God save the Prince and Bride! God keep their lands allied!"

## Første år i Preussen
Ved ankomsten til Berlin flyttede det unge par i første omgang ind på Det Kongelige Slot, de preussiske kongers hovedresidens på øen Spreeinsel i byens centrum, hvor de i den gamle fløj af slottet fik tildelt en lejlighed, der var i dårlig byggetilstand og ikke engang havde et badekar. I november 1858 kunne parret flytte ind i det tidligere Kongelige Palæ på pragtgaden Unter den Linden, som var blevet ombygget for dem fra 1856 og fremefter. Efter Friedrich Wilhelm 4.'s død i 1861 blev det kaldt Kronprinzenpalais. Som sommeresidens fik parret Neues Palais i Potsdam.
Livet for den blot 17-årige Victoria bød nu på omfattende og trivielle officielle opgaver. Næsten hver aften måtte hun møde op til tafler, banketter, teaterforestillinger eller offentlige modtagelser. Hvis medlemmer af udenlandske fyrstehuse befandt sig i Berlin eller Potsdam som Hohenzollernernes gæster, fik hun yderlige repræsentative opgaver. Nogle gange var hun nødt til at hilse på den kongelige families gæster på stationen kl. 7 om morgenen og samtidig være til stede ved modtagelser til efter midnat.
Victorias flytning til Berlin blev begyndelsen på en omfattende brevkorrespondance mellem hende og hendes forældre. Hun udvekslede et ugentligt brev med sin far, som ofte indeholdt kommentarer til politiske begivenheder, mens hendes mor dagligt forventede detaljeret dækning af alt, hvad der skete i datterens liv. De fleste af disse breve, hvoraf de fleste blev leveret af private kurérer, er bevaret og udgør en detaljeret dokumentation af livet ved det preussiske hof. Men korrespndancen afslører også dronning Victorias vilje til at styre sin datters opførsel i de mindste detaljer. Hun krævede, at Victoria skulle optræde lige så loyal over for sit hjemland som for sit nye land. Men dette blev hurtigt umuligt, og selv de mest ubetydelige spørgsmål kom som konsekvens heraf til at stille prinsessen over for uløselige dilemmaer.
Den 27. januar 1859, lidt over et år efter brylluppet, fødte Prinsesse Victoria sit første barn, Prins Wilhelm, den fremtidige tyske kejser Wilhelm 2. Fødslen var en sædefødsel og var ekstremt kompliceret. Selv om det til sidst lykkedes lægerne at redde både mor og barn, led barnet imidlertid skade ved nervebundtet plexus brachialis, og nerverne i armen blev skadet. Da han voksede, udviklede den sig ikke normalt, og da Wilhelm blev voksen, var hans venstre arm femten centimeter kortere end hans højre. Heldigvis for prinsessen fandt fødslen af hendes andet barn, Prinsesse Charlotte, sted uden problemer den 24. juli 1860.

## Kronprinsesse
Ved Kong Frederik Vilhelm 4. af Preussens død den 2. januar 1861 besteg hans lillebror, der havde fungeret som regent siden 1858, den preussiske trone som Kong Wilhelm 1. Frederik blev dermed den nye kronprins af Preussen, mens Victoria blev kronprinsesse, uden at deres position ved hoffet af den grund dog forandredes meget: Frederiks far nægtede at øge hans årpenge, og Kronprinsesse Victoria fortsatte med at bidrage betydeligt til familiens budget med sin medgift og årpenge. Medlemmer af det preussiske hof forventede nu desuden også, at kronprinsparret nu først indhentede kongens tilladelse, inden de rejste til udlandet. Ifølge hofsladderen var det en foranstaltning, der skulle forhindre kronprinsessen i at rejse for ofte til det politisk mere liberale Storbritannien.
Parret var fortalere for for liberale ideer, men deres forsøg på et fremkalde et tysk systemskifte mislykkedes, da Viktorias svigerfar kejser Wilhelm 1. af Tyskland var under stærk indflydelse af den konservative kansler Otto von Bismarck.

## Kejserinde & Kejserinde Friedrich
Da Frederik 3. besteg den tyske trone i marts 1888, var han dødssyg af strubekræft, og han døde allerede den 15. juni samme år. Viktoria var derfor kun tysk kejserinde i 99 dage. Som enkekejserinde blev hun kendt som Kejserinde Friedrich.
Helt siden sin barndom havde den senere kejser Vilhelm 2. haft et anstrengt forhold til sin mor. Dette blev forværret, da han ved sin tronbestigelse i juni 1888 optrådte brysk og hensynsløst over for moderen.

## Død
I sine sidste år opholdt Kejserinde Friedrich sig ofte på slottet Friedrichshof i Hessen. I 1899 fik hun diagnosen brystkræft og døde af sygdommen i august 1901. Hun blev begravet ved siden af sin mand i mausoleet i fredskirken i parken ved slottet Sanssouci i Potsdam.
Som døende enkekejserinde fik hun smuglet den omfattende brevveksling med moderen ud af Tyskland ved lord Ponsonbys mellemkomst. Ponsonby var hendes bror, kong Edvards privatsekretær. Brevene, der er åbenhjertige og indiskrete blev udgivet i 1928.

## Børn
Viktoria og Frederik fik otte børn:
- Wilhelm 2. (1859-1941), tysk kejser og konge af Preussen 1888-1918
- Charlotte (1860-1919); gift med Bernhard, hertug af Sachsen-Meiningen. De havde en datter.
- Heinrich (1862-1929), storadmiral; gift med prinsesse Irene af Hessen og ved Rhinen
- Sigismund (1864-1866).
- Viktoria (1866-1929); gift to gange; første gang med prins Adolf af Schaumburg-Lippe, regent i Fyrstendømmet Lippe 1895-97.
- Waldemar (1868-1879).
- Sophie (1870-1932); dronning af Grækenland, gift med kong Konstantin 1. af Grækenland.
- Margarethe (1872-1954); gift med prins Frederik Karl af Hessen, der forsøgte at blive konge af Finland i 1918.